# True North (álbum de A-ha)
True North é o décimo primeiro álbum de estúdio da banda norueguesa a-ha. Foi lançado em 22 de Outubro de 2022 pela RCA e Sony Music. A primeira faixa do álbum, "I'm In" foi lançada em 8 de Julho de 2022. O álbum é acompanhado de um filme com o mesmo nome, lançado em 15 de Setembro de 2022.

## Lista de faixas
| Lista de faixas do álbum True North |                                 |                     |         |  |
| N.º                                 | Título                          | Compositor(es)      | Duração |  |
| 1.                                  | "I'm In"                        | Magne Furuholmen    | 5:05    |  |
| 2.                                  | "Hunter in the Hills"           | Paul Waaktaar-Savoy | 4:11    |  |
| 3.                                  | "As If"                         | Waaktaar-Savoy      | 4:56    |  |
| 4.                                  | "Between the Halo and the Horn" | Furuholmen          | 4:11    |  |
| 5.                                  | "True North"                    | Furuholmen          | 4:55    |  |
| 6.                                  | "Bumblebee"                     | Waaktaar-Savoy      | 4:07    |  |
| 7.                                  | "Forest for the Trees"          | Waaktaar-Savoy      | 3:53    |  |
| 8.                                  | "Bluest of Blue"                | Furuholmen          | 4:34    |  |
| 9.                                  | "Make Me Understand"            | Waaktaar-Savoy      | 3:59    |  |
| 10.                                 | "You Have What It Takes"        | Furuholmen          | 4:22    |  |
| 11.                                 | "Summer Rain"                   | Furuholmen          | 4:15    |  |
| 12.                                 | "Oh My Word"                    | Waaktaar-Savoy      | 3:58    |  |
| Duração total:                      | Duração total:                  | Duração total:      | 51:26   |  |

| Faixa bônus da edição japonesa |                         |                |         |  |
| N.º                            | Título                  | Compositor(es) | Duração |  |
| 13.                            | "I'm In (Instrumental)" | Furuholmen     | 5:06    |  |
| Duração total:                 | Duração total:          | Duração total: | 56:32   |  |